# Antal Róka
Antal Róka (25 giugno 1927 – 16 settembre 1970) è stato un marciatore ungherese.

## Palmarès

### Olimpiadi
- Bronzo a Helsinki 1952 nella marcia 50 km.